# RJ Mitte
Roy Frank "RJ" Mitte III (Jackson, 21 augustus 1992) is een Amerikaanse acteur, vooral bekend door zijn rol als Walter "Flynn" White jr. in de AMC-serie Breaking Bad. Net als zijn personage in Breaking Bad heeft Mitte milde hersenverlamming.

## Biografie
Mitte werd geboren in Jackson, Mississippi, en verhuisde met zijn familie naar Los Angeles in 2006, waar zijn jongere zus Lacianne Carriere een aanbod voor een rol in een filmproject had gekregen.
Na verschillende rollen als figurant, waaronder in de Disney-serie Hannah Montana, raakte Mitte geïnteresseerd in films en besloot hij om acteerlessen te nemen. Kort daarop werd hij gekozen als vertolker van Walter White jr. voor de televisieserie Breaking Bad.
De Screen Actors Guild benoemde Mitte als vertegenwoordiger van acteurs met een beperking.

## Filmografie

### Film
| Jaar | Titel                | Rol     | Opmerkingen |
| ---- | -------------------- | ------- | ----------- |
| 2011 | Stump                |         | Korte film  |
| 2013 | House of Last Things | Tim     |             |
| 2017 | The Recall           | Brendal |             |
| 2018 | Tiempo compartido    | Tom     |             |

### Televisie
| Jaar      | Titel                             | Rol              | Opmerkingen |
| --------- | --------------------------------- | ---------------- | --- |
| 2007      | Hannah Montana                    | School Jock      | Aflevering: "Schooly Bully" |
| 2008–2013 | Breaking Bad                      | Walter White jr. | 53 afleveringen Winst (2013): Screen Actors Guild Award for Outstanding Performance by an Ensemble in a Drama Series (genomineerd 2011, 2012) |
| 2013      | Vegas                             | Russ Auster      | Aflevering: "Paiutes" |
| 2014      | Switched at Birth                 | Campbell         | |
| 2017      | Celebrity Island with Bear Grylls | zichzelf         | verlaat het eiland vroegtijdig |